# Facundo Zabaleta Labandibar
Facundo Zabaleta Labandibar (Oiartzun, Guipúscoa, 19 de març de 1934 - Oiartzun, 14 d'abril de 2016) va ser un ciclista basc, que fou professional entre 1954 i 1960. De la seva carrera esportiva destaca la victòria a la Clàssica d'Ordizia.

## Palmarès
- 1955
  - 1r a Renteria
- 1957
  - 1r a Estella
- 1958
  - 1r a la Clàssica d'Ordizia

### Resultats a la Volta a Espanya
- 1958. Abandona